# Tupinismo

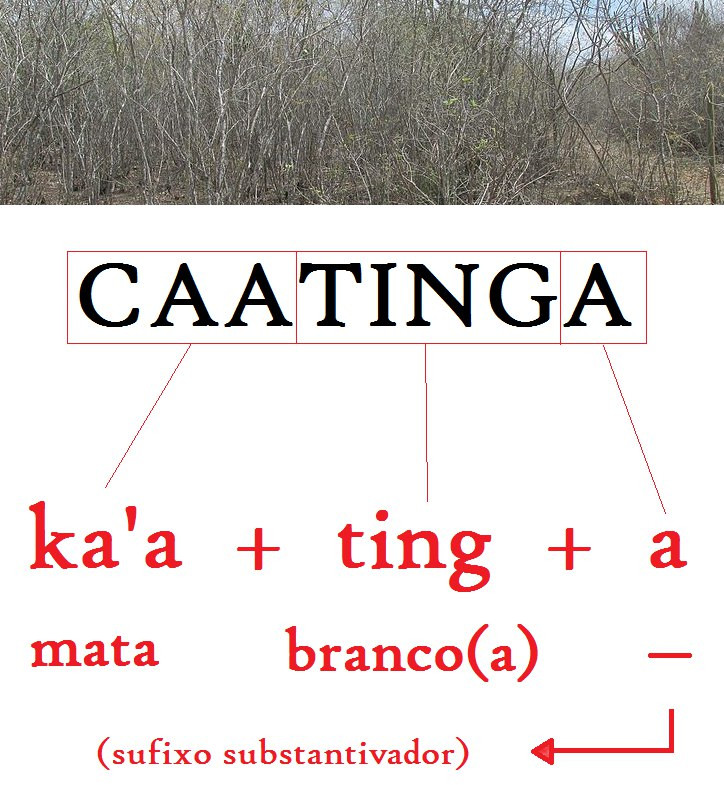
Etimología de caatinga.

Los tupinismos son palabras con origen etimológico en las lenguas tupíes de Sudamérica. Los tupinismos son más comunes en la modalidad brasileña del idioma portugués. En el idioma español, particularmente en las variantes sudamericanas, existen algunos tupinismos como mandioca (‘yuca’), abacachí (‘piña’), cayú (‘anacardo’), mingau (‘papilla’), pereba (‘herida’), pipoca (‘palomitas’) o jacaranda.
Según el filólogo de Eduardo Navarro, autor del Diccionario de Tupí Antiguo (2013), la tupí es la lengua indígena que más ha influenciado al portugués, y hasta un 95% de los topónimos indígenas de Brasil provienen del tupí antiguo o de alguna lengua tupí derivada.